# 石城乡 (临城县)
石城乡是中国河北省邢台市临城县下辖的一个乡。

## 行政区划
石城乡下辖石城村、寺庄村、路家洞村、黄腊沟村、郭家庄村、李庄村、鹿庄村、上炉子沟村、下炉子沟村、白台峪村、东台峪村、西台峪村、南台峪村、安上村、东代社村、西冷水村、石匣沟村、耿家庄村、王家辉村、魏家辉村、卜家辉村、刘家辉村。
1. ↑  .   [2021年7月23日13时15分]. （原始内容存档于2021年7月24日）.